# Тыниссон, Яан
Я́ан Ты́ниссон (эст. Jaan Tõnisson, в русских дореволюционных документах Ян Янович Теннисон; 22 декабря 1868, около Тянассилма, Феллинский уезд, Лифляндская губерния, Российская империя — 1941 (?),  Таллин (?)) — эстонский государственный деятель, юрист. Почётный гражданин Тарту.

## Происхождение и образование
Из крестьянской семьи. Отец — Яан Тыниссон (1830—1876), уроженец Вильянди. Мать — Мария Тыниссон, урождённая Вейнманн (1838—1915).
Окончил юридический факультет Императорского Юрьевского университета (1892), во время учёбы был председателем Общества эстонских студентов. Почётный доктор Тартуского университета (1928).

## Деятельность в Российской империи
В 1894—1896 судебный чиновник в Орловской губернии. В 1896—1930 — владелец, в 1896—1935 — главный редактор газеты «Postimees» («Почтальон») в Тарту (при нём она стала одной из главных общеэстонских газет). С конца XIX века — лидер национального эстонского движения, особенно в Южной Эстонии (Лифляндская губерния), основатель первой эстонской политической партии — Народной партии прогресса — и её лидер (1905—1917), выступал против русификации и онемечивания эстонцев.

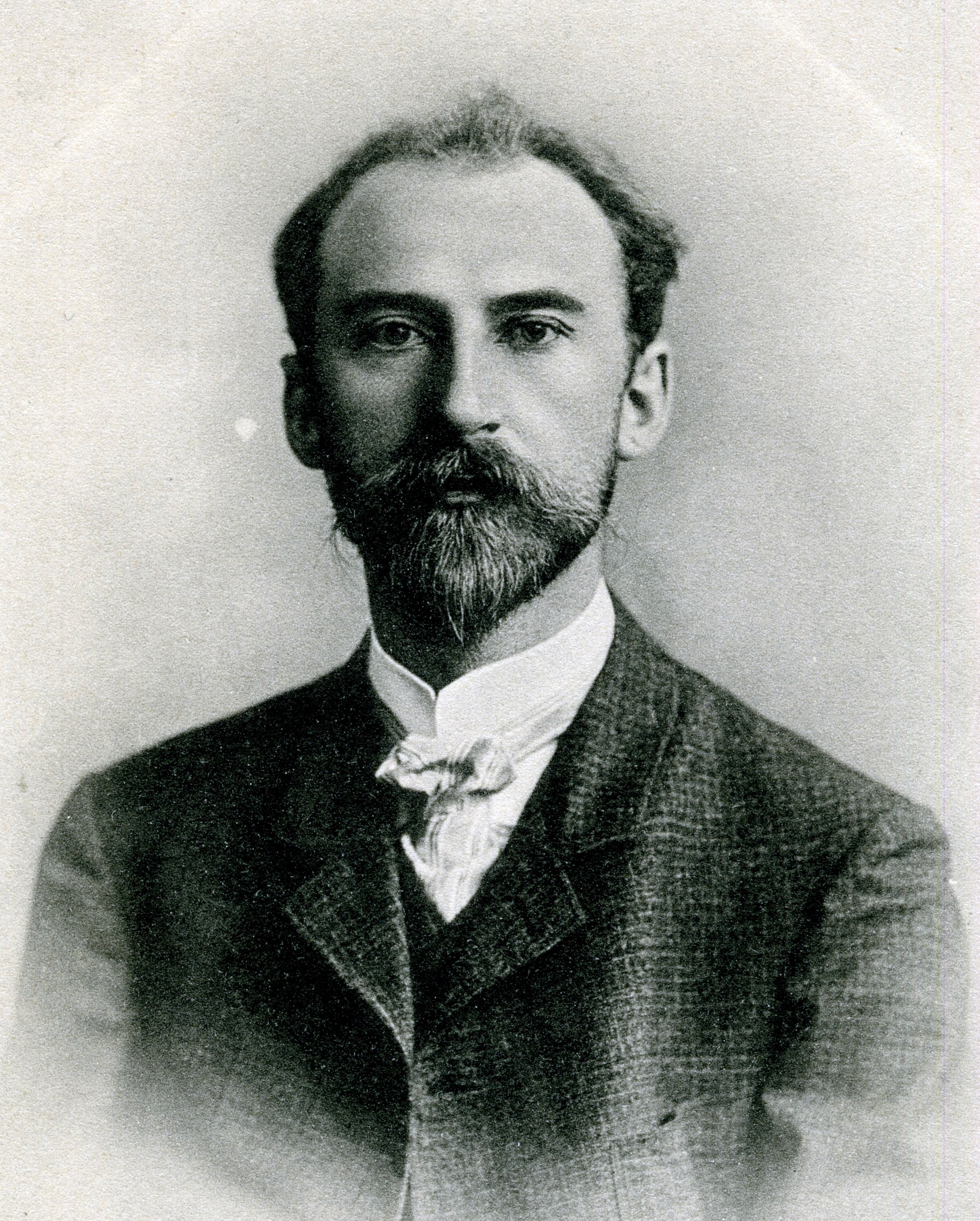
Яан Тыниссон, депутат Государственной Думы I созыва, 1906 год

20 апреля 1906 избран в Государственную думу Российской империи I созыва от съезда уполномоченных от волостей. Входил в состав фракции Конституционно-демократической партии, принадлежал к «Союзу автономистов» (эстонская группа). Член комиссии о всеподданнейшем адресе, аграрной комиссии, комиссии по поверке прав членов Думы и комиссии для разработки Наказа. Подписал законопроект «О гражданском равенстве». Многократно выступал в прениях: по ответному адресу, о неприкосновенности личности, об отмене смертной казни, по аграрному вопросу. Подписал Выборгское воззвание, был за это арестован и осуждён на 3 месяца тюремного заключения, после чего лишён пассивного избирательного права (т. е. права быть избранным).
В 1898—1918 годах — председатель Тартуского общества эстонских земледельцев, в 1902 году — основатель Эстонского ссудно-сберегательного товарищества в Тарту, сторонник развития кооперативного движения. В 1908—1917 годах — председатель попечительского совета Эстонского общества молодёжного образования. В 1909—1920 годах — член совета Эстонского литературного общества.

## Политик независимой Эстонии
В 1917 году активно участвовал в создании Эстляндской автономии, член Временного земского совета Эстляндии, в конце 1917 года арестован большевиками и выслан из Эстонии. В 1917—1919 годах — лидер Эстонской демократической партии, в 1919—1932 годах — Народной партии Эстонии, в 1932—1935 годах — Национальной центристской партии.

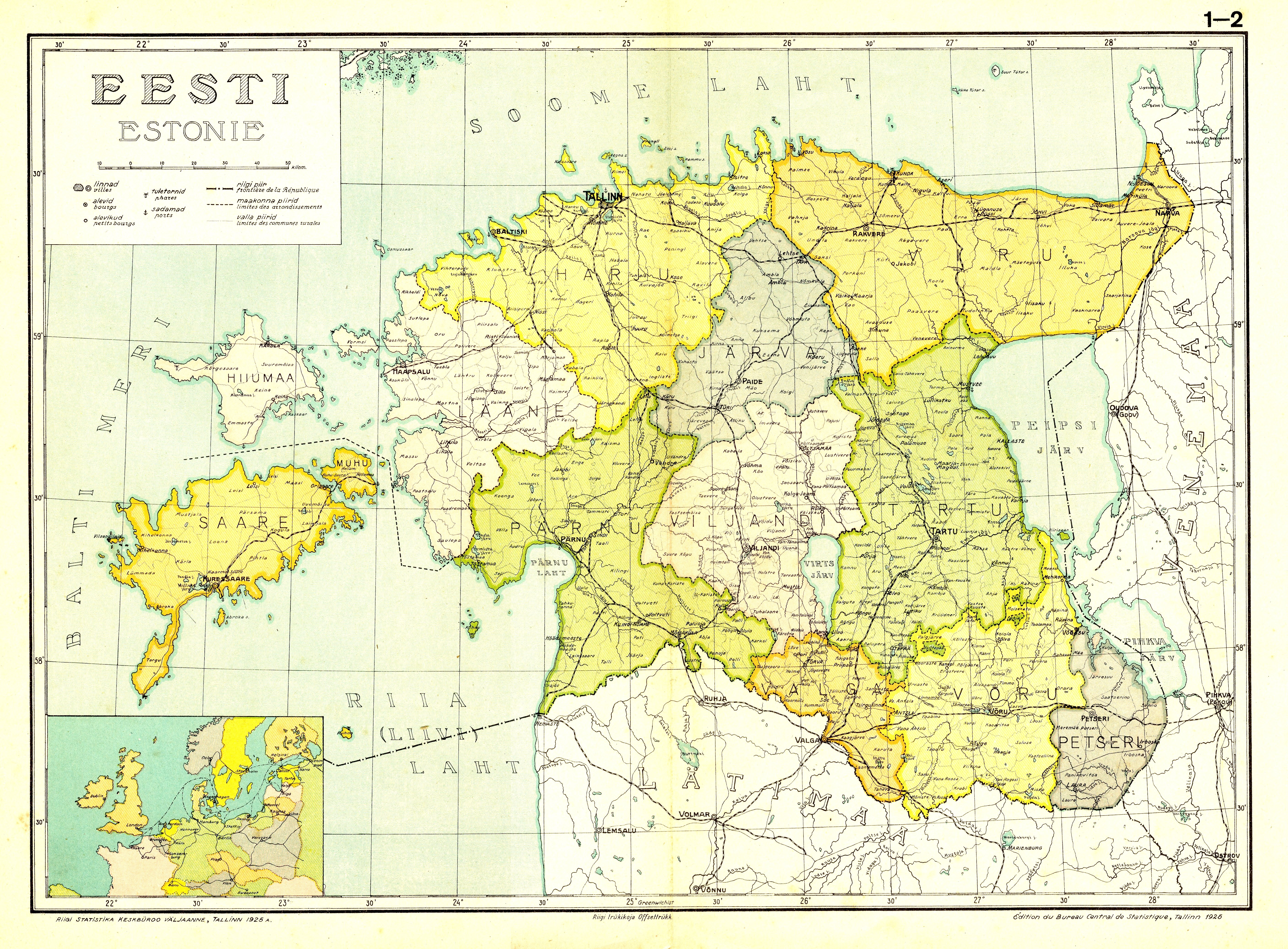
Карта Эстонии в период между мировыми войнами

В 1917—1918 годах — руководитель зарубежной делегации от Эстонии в Стокгольме, в 1918—1919 — министр без портфеля и исполняющий обязанности министра иностранных дел во Временном правительстве Эстонии. С 18 ноября 1919 года по 26 октября 1920 года — премьер-министр Эстонской Республики (его правительство заключило Тартуский мирный договор с Советской Россией). Депутат Учредительного собрания и всех созывов Государственного собрания Эстонии (Рийгикогу), председатель второго (1923—1925) и пятого (1932—1933) созывов.

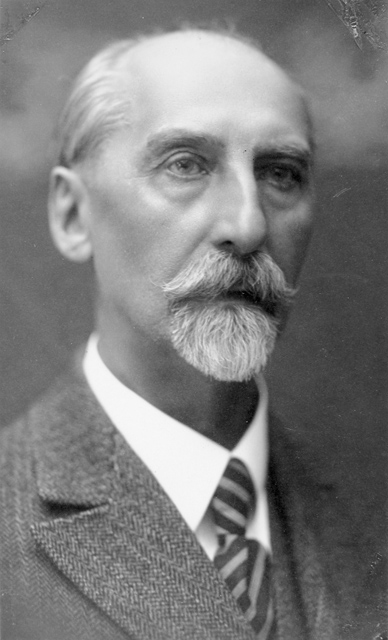
Яан Тыниссон в 1930-е годы

С 9 декабря 1927 года по 4 декабря 1928 года и с 18 мая по 21 октября 1933 года — государственный старейшина Эстонии (глава государства), в 1931—1932 годах — министр иностранных дел. В 1932—1940 годах — председатель Эстоно-британского общества, в 1933—1940 годах — Эстоно-шведского общества. После государственного переворота 12 марта 1934 года был отстранён от активной политики, в 1935 году — смещён с поста редактора газеты «Postimees», перешедшей под контроль государства.
В 1935—1939 годах — профессор кооперации Тартуского университета. Будучи последовательным сторонником политической демократии, выступал против правительства Константина Пятса. В 1938—1940 годах — депутат Государственного представительного собрания и глава демократической оппозиции, от которой в 1938 году баллотировался на пост президента страны. Награждён Крестом Свободы III класса 1-й степени (высшая степень за гражданские заслуги), Орденом Белой звезды (1938). Почётный гражданин Тарту (1939), почётный член Эстонского литературного общества и Эстонского общества журналистов.
Во время летнего кризиса 1940 года в отношениях между СССР и Эстонией пытался убедить президента Пятса организовать хотя бы символическое сопротивление Красной армии. Пытался консолидировать демократические силы страны перед выборами в парламент в 1940 году, но его сторонники не были допущены к участию в избирательном процессе (выборы проходили под контролем советских органов и носили безальтернативный характер).

## Арест и гибель
12 декабря 1940 года был арестован НКВД, содержался во внутренней тюрьме на улице Пагари в Таллине. Отказался давать устраивающие следствие показания. 

Дата и обстоятельства смерти Тыниссона неизвестны; по одной из версий, он был расстрелян в июле 1941 года. Достоверно известно только то, что до июня 1941 года он ещё был жив, и его допрашивали. Так, русский театральный деятель в Эстонии Степан Рацевич, арестованный в апреле 1941 года, находился вместе с Тыниссоном в одной камере в таллинской тюрьме. Он вспоминал: 

Мы никогда знакомы не были, меня он, конечно, не знал, зато я его, как и любой интеллигент Эстонии, знал очень хорошо. Я его часто видел на публичных выступлениях, встречал на улицах Таллина и Тарту, читал его речи и статьи в газетах, отличавшиеся глубиной мысли и содержания. Яана Тыниссона, среди государственных деятелей многих партий, отличала простота в общении, интеллигентность, высокая культура. Поэтому меня нисколько не удивило, что он, которому в то время было 73 года, не постеснялся первым протянуть руку незнакомому человеку, чуть ли не в два раза его моложе. Во внутреннюю тюрьму на ул. Пагари он попал в первые дни провозглашения Советской Эстонии. Находясь в подвале тюрьмы в продолжение года, Яан Тыниссон окончательно подорвал своё здоровье. Его койка, единственная в камере, круглые сутки находилась в горизонтальном положении. Тюремные врачи разрешили ему отдыхать в любое время суток. Тюрьма и болезнь изменили его до неузнаваемости. Когда-то статный и высокий, Яан Тыниссон стал сгорбленным, как будто меньше ростом, с трудом передвигался по камере. Лицо покрылось болезненной желтизной, заострился нос, впали заросшие сединой щеки и только глаза, добрые, ласковые оставались живыми и бодрыми. Сохранилась характерная для Яана Тыниссона бородка, которую тюремные брадобреи несколько раз пытались сбрить. Он умолял её не трогать, говоря, что с ней вместе сойдёт в могилу. Его столь скромное желание поддерживала вся камера.

Историки предполагают, что он мог быть убит на мызе Козе в долине реки Пирита, где было обнаружено множество неопознанных трупов людей, казнённых НКВД в 1941 году.

## Семья
- Жена — Хильдегард (Хильда) Тыниссон, урождённая Лыхмус (Hildegard (Hilda) Tõnisson (Lõhmus)) (1890—1976)
  - Сын —  Ильмар Ханс Тыниссон (1911—1939). 10 октября 1939 года он был убит, как сообщалось, из ревности своей женой Амандой Тыниссон, которую в независимой Эстонии приговорили к бессрочному принудительному труду. В Советской Эстонии она была освобождена, что породило различные слухи.
  - Сын — Хельдур Тыниссон (1912—2014), адвокат и бизнесмен.
  - Дочь — Хилья Реэт Тыниссон, в замужестве Каури (Hilja Reet Kauri) (1916—1976)
  - Сын — Лембит Рейн Тыниссон (Lembit Rein Tõnisson) (1918—1934)
  - Дочь — Мари-Анн Лагле Тыниссон, в замужестве Пылде (Mari-Ann Lagle Põlde) (1922—2006, Швеция)

## Память
В современной Эстонии существует Институт Яана Тыниссона (1991), который занимается развитием эстонского демократического порядка и гражданского общества.
В Тарту именем Яана Тыниссона названа улица (бывшая ул. Гагарина) и площадь, на которой установлен памятник (2001, скульптор Мат Кармин, архитектор Тийт Труммал).
Вошёл в составленный в 1999 году по результатам письменного и онлайн-голосования список 100 великих деятелей Эстонии XX века.
В 2018 году в Эстонии выпущена юбилейная коллекционная серебряная монета «150 лет со дня рождения Яана Тыниссона» достоинством 15 евро, тираж 5000 штук.